# 鲍常勇
鲍常勇（1965年11月—），男，汉族，河南宁陵人，中华人民共和国政治人物。武汉大学政治与公共管理学院科学社会主义与国际共产主义运动专业在职研究生毕业，法学博士。

## 生平
1985年9月到1989年7月，在郑州大学哲学系哲学专业学习。1987年10月加入中国共产党。
1989年7月参加工作，先后在河南省计划生育干部培训中心、河南省计划生育委员会、河南省人口和计划生育委员会工作。2003年12月，任河南省人口和计划生育委员会副主任。
2014年2月，任中共洛阳市委副书记。2015年4月，任洛阳市代市长；同年5月26日任洛阳市市长。2016年8月，任河南省民政厅党组书记，9月任省民政厅厅长。2021年9月任中共驻马店市委书记。